# Lifan
Lifan Industry Group (Grupo Lifan o Lifan, en chino, 力帆: 力帆, literalmente "Vela grande") es un fabricante de motocicletas y motores chinos de propiedad privada con sede en Chongqing, China. Fue fundada en 1992. Del 2005 al 2020 fabricó varios modelos de vehículos de pasajeros, como: microvans, sedans y un pequeño vehículo desarrollado por ellos mismos.
Las actividades no relacionadas con la fabricación de vehículos incluyen la fabricación de calzado deportivo y la elaboración del vino. Fuera de China, Lifan es actualmente el más conocido para la venta de motocicletas en los mercados emergentes.
La compañía se declaró en bancarrota en el 2020, por lo que vendió su división de vehículos los cuales dejaron de ser fabricados por los nuevos dueños,  y la marca de vehículos Lifan desapareció del mercado.   

## Historia
Lifan fue fundada por el ex disidente político Yin Mingshan en 1992, nació como un taller de reparación de motocicletas con un total de nueve empleados. Mingshan tiene una larga historia de conflicto con la autoridad gubernamental, pero actualmente goza de una buena relación con el Partido Comunista Chino. La compañía fue originalmente llamada "Chongqing Hongda Auto Fittings Research Center". La compañía fue renombrada Lifan Industry Group en 1997. Se expandió en la construcción de autobuses en 2003. En 2004, Lifan se refería como "el fabricante privado más grande de motocicletas en China." En 2009, como el quinto fabricante chino más grande de motocicletas.
En 2003, Lifan adquirió el vehículo de uso especial de Chongqing Manufacturing Co. Ltd, y en 2005 dio inicio a la producción de automóviles a partir de la pickup LF6361 / 1010, basada en el Daihatsu Atrai 1999.

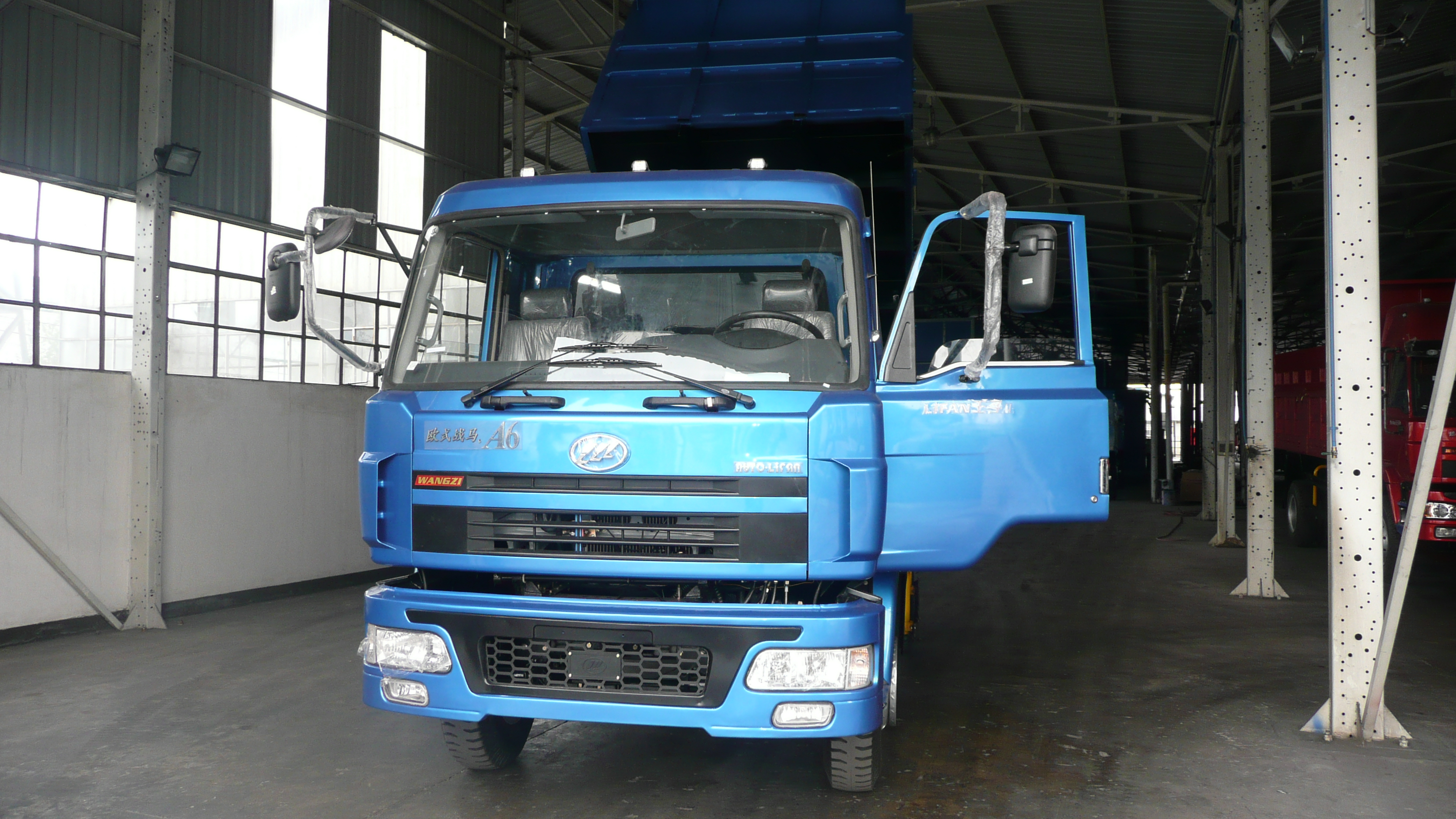
Camión Lifan

En diciembre de 2005, el primer coche desarrollado de forma independiente por Lifan entró en producción, el sedán 520 con un motor Tritec brasileño. A partir de 2011, Lifan tenía en su oferta el subcompacto 320, el sedán compacto y hatchback 520, el sedán de tamaño medio 620 y el X60 SUV compacto.
Lifan hizo una oferta pública inicial en la Bolsa de Shanghái a finales de 2010. En 2011, la entidad cotizada en bolsa y anunció ingresos por USD $ 1,83 mil millones y ganancias de USD $ 62 millones.
Lifan firmó un acuerdo con el fabricante italiano de motocicletas MV Agusta el 4 de julio de 2014 para ser los distribuidores exclusivos de MV Agusta en China. Lifan actualmente tiene un número de modelos de Agusta en la demostración en los concesionarios seleccionados, incluyendo la motocicleta de F4 RR.
El fundador Yin Mingshan y su familia tienen una fortuna calculada en USD1.3 mil millones a partir de 2014.

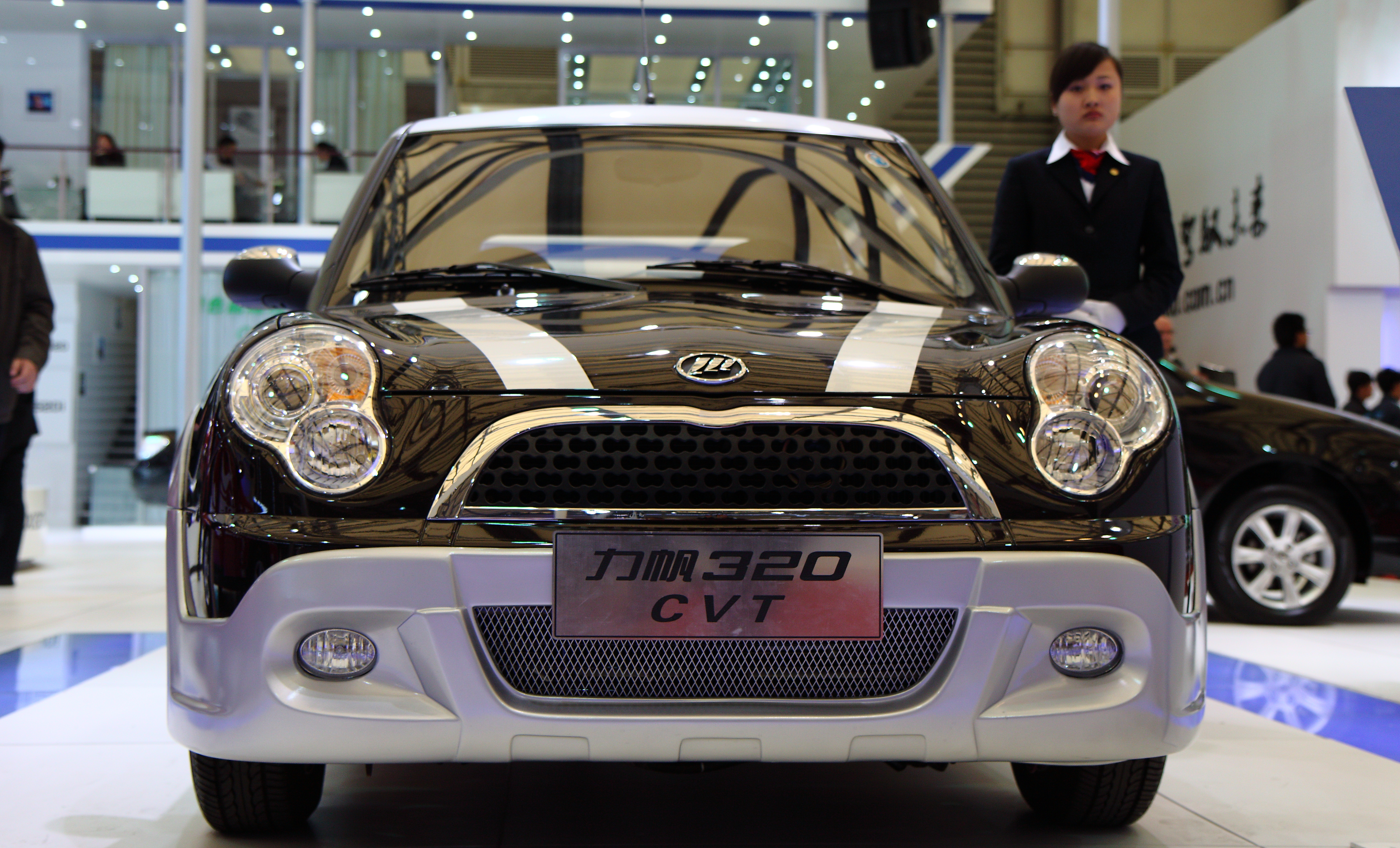
Lifan 320 en la exposición Auto Shanghái 2011

### La disputa de la marca con Honda Motor
En 2004, se ordenó a Lifan que dejara de vender motocicletas bajo el nombre de marca "Hongda", esto como consecuencia de la culminación de una exitosa demanda presentada por Honda. Ese mismo año Honda inició un pleito separado contra Lifan esta vez para usar insignias similares a Honda en sus productos de la motocicleta.

## Productos

### Motocicleta
Los productos actuales y antiguos de la motocicleta de Lifan incluyen:
- Lifan LF150-10S (KPR150) - Motocicleta popular de la calle del pequeño-desplazamiento de Lifan.
- Lifan LF250GY-2 Cossack - Motocicleta de doble deporte que utiliza un sistema de enfriamiento de aceite bombeado a través de su marco.
- Lifan LF150-10B (KP150) - Versión más pequeña y menos potente de la motocicleta de calle KPR150.
- Lifan LF150T-12N (Liberty) - Scooter en colores negro, rojo y blanco.
- Lifan LF100-C (II) - (PONY 100II) - Mini bicicleta de calle.

### Automóviles
Los productos automotrices que fabricó la marca durante su tiempo de vida fueron:
- Lifan LF6361 / 1010 - esta minivan pequeña y pickup se basa en el Daihatsu Atrai 1999.
- Lifan 320 - un pequeño hatchback, famoso por ser una copia bastante modesta del MINI.
- Lifan 520 - construido desde 2005 al 2000, este pequeño sedán fue el primer desarrollo original de Lifan.
- Lifan 520i - la versión hatchback del 520, con su propia carrocería.
- Lifan 530, fue el modelo actualizado del 520, fabricado del 2000 al 2005
- Lifan 620 - un sedán algo más grande. Fue fabricado del 2008 y descontinuado en el  2018. Lanzado en 2009,  se dice que el estilo del sedán compacto se parece al BMW Serie 3 sin las parrillas en forma de riñón, especialmente desde el frente. En 2014 se lanzó el modelo 630 que fue un rediseño actualizado del 620 y en el 2016 apareció el modelo 650. Estos vehículos fueron dejados de fabricar debido a la declaración de bancarrota del grupo Lifan.
- Lifan 720 actualmente descontinuado.
- Lifan 820 fabricado del 2015 al 2020.
- Lifan X50 fue un crossover suv fabricado del 2014 al 2019.
- Lifan X60 - El primer SUV de Lifan. Fabricado del 2011 al 2018.
- Lifan X70 un crossover compacto fabricado del 2017 al 2018.
- Lifan X80 fue un suv fabricado del 2017 al 2018.
- Lifan M7 basado en el Ford S Max del 2015, fue fabricado entre 2017 y discontinuado en 2020.
- Lifan Foison - introducida en 2011, esta gama de monovolumen se basa en la anterior serie LF6361.
- Lifan Mini Truck LF1022 - una versión de camión de la Foison.

#### Galería
|           |
| Lifan 320 |

|            |
| Lifan 520i |

|           |
| Lifan 520 |

|           |
| Lifan 620 |

|           |
| Lifan 720 |

|           |
| Lifan X60 |

|           |
| Lifan X50 |

|             |
| Lifan Truck |

## Operaciones

### Instalaciones de producción
Lifan tiene dos plantas de montaje de automóviles en China.
Lifan cuenta con bases de producción de motocicletas en Tailandia, Irán, Turquía y Vietnam, Lifan estableció por primera vez una presencia en Vietnam en 1999, fabricando motocicletas y piezas de repuestos. En marzo de 2007, se dio inicio al montaje del sedán 520 en Vietnam. A mediados de 2009, los 320, 520i y 620 también se habían construido o montado en este país.
Las fábricas de montaje en el extranjero fabrican automóviles de marca Lifan que son vendidos a consumidores nacionales pero no están necesariamente afiliados a Lifan de ninguna manera.
- Azerbaiyán: A principios de 2010, Lifan estableció una fábrica de ensamblaje de automóviles en Azerbaiyán.
- Egipto: En Egipto también existe una planta de montajes.
- Etiopía: De 2007 a 2010, el Lifan 520 fue ensamblado en Etiopía a partir de las piezas para ensamblaje importados bajo el nombre de "Abay" (Amharicfor the Blue Nile) por Holland Car Company.[9] Desde 2010 los coches ensamblados en Etiopía ahora llevan el nombre de Lifan, existe en la capital un centro del servicio de posventas para los automóviles de Lifan. A partir de 2016, Lifan continúa produciendo en Etiopía, ensamblando los coches con la mano de obra nativa. Cinco modelos diferentes son montados en las instalaciones actuales, creadas en 2014, y las ventas rondan las cincuenta unidades al mes a precios que van desde $ 15.000 a $ 30.000.
- Irán: Lifan ensambla coches en Irán desde 2010.
- Rusia: El montaje de automóviles en Rusia comenzó en agosto de 2007, y, a principios de 2011, el modelo 320 se convirtió en el tercer producto Lifan en ser producido en ese país.
- Uruguay: En 2010, se estableció en Uruguay una planta de ensamblaje de capacidad de producción de 40.000 unidades al año.[10][11]

### Investigación y desarrollo
A finales de 2006, Lifan tenía más de 3800 patentes, la mayor cantidad de cualquier compañía china de automóviles, de los cuales al menos 346 estaban en manos de la división de automóviles de Lifan.

## Ventas
El acceso a los mercados de exportación rentables, algo que el estado chino permitió a la compañía en 1998, significa para este fabricante de automóviles y motocicletas hacer lo que muchos fabricantes de automóviles chinos desean: vender en mercados desarrollados como la Unión Europea, Singapur y Japón.
Mientras que encuentra cada vez más mercados para sus productos relacionados con motocicleta, Lifan ha exportado autos a 51 países. En 2010, sus exportaciones automotrices fueron superadas solo por Chery. La compañía ha vendido en muchos países y en todos los continentes.
Permitido el acceso en 2003, los productos de la motocicleta de Lifan se venden en 18 países europeos. El importador italiano Martin Motors rebadge y vende dos pequeños modelos de coches de pasajeros Lifan bajo su propia marca.
Lifan ha vendido motocicletas en Japón desde 2001. Los automóviles de Lifan se han vendido en Laos y Siria desde 2009.
Lifan motocicletas y motos de mayor tamaño están disponibles en Canadá y México. A partir de 2009, un solo modelo estaba en oferta en este país.
Algunos modelos pequeños de automóviles de pasajeros se venden en Brasil, Guatemala, Perú, y Uruguay.
Algunos de los coches Lifan exportados se hacen en forma de kits para ser ensamblados. Reunidos en pequeños talleres locales, la venta de estos kits es una manera fácil para que la empresa tenga acceso a los mercados en desarrollo.

## Patrocinios
Lifan fue anteriormente el propietario del equipo de fútbol Chongqing Dangdai Lifan de la liga china de fútbol. Desde 2005 ha sido patrocinador del equipo.